# Mikrostat
En mikrostat är en mycket liten stat som är självständig i  folkrättslig mening.

## Definition
I FN:s årsrapport för 1967 (utgiven 1968) definierades begreppet mikrostat (engelska: microstate) som "enheter som är utomordentlig små till yta, befolkning, mänskliga och ekonomiska resurser, enheter som nu träder fram som självständiga stater". Utifrån denna definition, som främst relaterade till 1960-talets globala avkolonisering, beskrev IBM:s William M. Harris 1970 mikrostater som länder med högst en miljon invånare.

## Karaktär
Genom sin ringa storlek har dessa länder begränsade naturresurser och liten befolkning. Därför har de antagit andra metoder för att växa ekonomiskt; de flesta har antagit låg eller obefintlig inkomst- och företagsskatt. Detta för att uppmuntra investeringar och placeringar inom landets gränser. Flera stater har ingått tullunion med sina större grannar för att förbättra sin ekonomiska situation: Vatikanstaten och San Marino med Italien; Liechtenstein med Schweiz; Monaco med Frankrike.
Genom dessa unioner har Europas mikrostater långtgående samarbete med Europeiska unionen (EU), utan att ha gått med i den.
Andra små eller isolerade territoriella enheter är exklaver, avhängiga, associerade med en större stat eller med autonoma regioner. Detta skiljer dem definitionsmässigt från mikrostaterna.

## Nutida mikrostater

### Europa
Dessa stater är i regel anomalier; de är enstaka överlevare ur historien.
- Andorra har varit en feodal kvarleva belägen i Pyrenéerna. Från 1278 var landet ett kondominat som styrdes gemensamt av biskopen av Urgel i Spanien och greven av Foix i Frankrike. 1607 övertogs grevens av Foix roll av Frankrikes kung och sedermera Frankrikes president. Sedan 1993 har Andorra full suveränitet och de dubbla statschefernas roll är endast formell.
- Island blev självständigt från Danmark 1944.
- Kosovo blev självständigt från Serbien 2008.
- Liechtenstein är den enda kvarlevan av Tysk-romerska riket. Det skapades av grevskapen Vaduz (landets huvudstad) och Schellenberg år 1699 som en förläning åt den rika österrikiska ätten Liechtenstein. På grund av sitt geografiska läge mellan Schweiz och Österrike undgick det att beröras av den stora omorganiseringen av Tyskland, eller tas upp av det tyska kejsardömet på 1800-talet.
- Luxemburg lämnade unionen med Nederländerna 1890.
- Malta blev självständigt från Storbritannien i september 1964.
- Malteserorden är en självständig icke-territoriell enhet som även kan anses vara en ministat; dess självständighet är erkänd av ett dussintal stater. Den har dock inget territorium, annat än ett kvarter i Rom. Detta kan jämföras med en ambassads territorium.
- Monaco styrs sedan 1200-talet av ätten Grimaldi och fick full självständighet efter att den omkringliggande Nice-regionen blev en del av Frankrike, istället för Piemonte i Italien, på 1860-talet.
- Montenegro blev självständigt från Osmanska riket 1878, anslöt sig till det som skulle bli Jugoslavien 1918 och 2006 upplöstes unionen med Serbien som tillkom i samband med att Jugoslavien splittrades 1992.
- San Marino är den sista kvarlevan av ett stort antal italienska stadsstater från medeltiden. Den överlevde konsolideringen i medelstora stater på 1400-talet och Italiens enande på 1800-talet, mycket tack vare sitt avlägsna läge i de apenninska bergen, på gränsen mellan Emilia Romagna och Marche.
- Vatikanstaten, världens minsta stat, är den sista resten av den tidigare Kyrkostaten, områden i centrala Italien som styrdes av påven. Denna stat försvann i och med Italiens enande 1870, men återskapades i och med Lateranfördraget 1929, mellan påven och den italienska regeringen. I avtalet erkände påven den italienska staten i utbyte mot att påven erkändes överhöghet över den lilla staten, helt omsluten av staden Rom.

#### Spelen för små stater i Europa

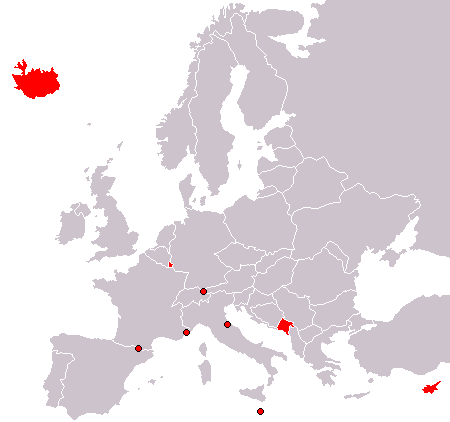
Deltagande länder i Spelen för små stater i Europa

Regelbundet arrangeras en sportfestival bland europeiska ministater kallad The Games of the Small States of Europe (GSSE). De vanliga medtävlande länderna är Andorra, Cypern, Island, Liechtenstein, Luxemburg, Malta, Monaco, Montenegro och San Marino.

### Afrika
- Djibouti
- Ekvatorialguinea
- Gambia
- Guinea-Bissau
- Kap Verde
- Komorerna
- Lesotho
- Mauritius
- São Tomé och Príncipe
- Seychellerna
- Swaziland

### Asien
- Bahrain
- Bhutan
- Brunei
- Cypern
- Maldiverna
- Qatar
- Östtimor

### Nordamerika
- Antigua och Barbuda
- Barbados
- Dominica
- Grenada
- Saint Kitts och Nevis
- Saint Lucia
- Saint Vincent och Grenadinerna

### Oceanien
- Kiribati
- Marshallöarna
- Mikronesiska federationen
- Nauru
- Samoa
- Tonga
- Tuvalu

## Historiska mikrostater
Många länder i Europa har genom historien innehållit enheter som idag skulle kallas mikrostater. Vissa delstater i det tyska kejsardömet hade både exklaver och enklaver. Den mest fragmenterade regionen av Thüringen bestod av åtta mikrostater, Sachsen-Weimar-Eisenach, Sachsen-Coburg-Gotha, Sachsen-Altenburg, Sachsen-Meiningen, Schwarzburg-Rudolstadt, Schwarzburg-Sondershausen, Reuss-Gera och Reuss-Greiz.
Bland numera icke existerande mikrostater som har varit betydelsefulla:
- Sachsen-Coburg-Gotha.
- Neutrala territoriet Moresnet 1816-1919.
- Fristaten Fiume 1920-1924.
- Fria staden Danzig (numera Gdańsk) 1919-1939.
- Tangers internationella zon, norra Afrika 1923-1945.
- Fria territoriet Trieste 1947-1954.
- Staden Cartagena, Spanien förklarade sig vara en självständig kanton under den första republiken 1873. Dess flotta försökte starta uppror i flera spanska städer vid Medelhavet.